# Kawasaki H2R
La Kawasaki H2R, chiamata anche 750 H2R, è una motocicletta da competizione costruita dalla casa motociclistica giapponese Kawasaki tra il 1972 e il 1974.
Era basata sulla motocicletta stradale Kawasaki H2 Mach IV raffreddata ad aria a due tempi con motore a tre cilindri in linea. Nel 1975 fu sostituito da dalla Kawasaki KR750. Nel 1976 vinse il campionato motomondiale nella classe 750.